# Mesangiální buňka

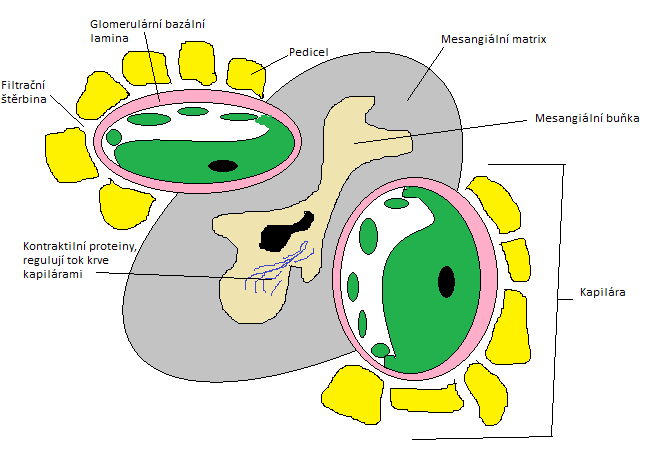
Stavba mesangia s mesangiálními buňkami

Mesangiální buňka tvoří společně s mesangiální matrix mesangium, což je struktura uložená mezi glomerulárními kapilárami a tvoří jednu ze tří částí glomerulu v ledvinách.

## Popis
Mesangiální buňky jsou specializované buňky fagocytujícího charakteru, mají schopnost kontrakce podobně jako hladké svalstvo a jejich práce je regulovat tok krve kapilárami. Jsou pevně usazeny v extracelulární matrix, která se vyskytuje mezi glomerulárními kapilárami.
Mesangiální buňky můžeme rozdělit do dvou typů, z nichž má každý své specifické funkce a umístění. Jednak to jsou extraglomerulární mesangiální buňky, což jsou buňky nacházející se na povrchu glomerulu, v blízkosti macula densa a ledvinných cév. Druhý typ představují intraglomerulární mesangiální buňky, což jsou specializované pericyty umístěné mezi glomerulárními kapilárami v glomerulu.

## Funkce
Mesangiální buňky plní v glomerulu několik důležitých funkcí a mají proto své nezbytné vlastnosti. Fagocytují, jsou schopné kontrakce a proliferují. Umí nasyntetizovat mesangiální matrix, která obsahuje fibronektin, kolagen typu 4, perlecan a laminin, a vylučují biologicky aktivní látky jako třeba prostaglandiny a endotheliny.

### Filtrace
Mesangiální buňky se účastní a pomáhají filtračnímu procesu hlavně díky tomu, že poskytují mechanickou oporu pro kapiláry v glomerulu, kontrolují obrat materiálu bazální laminy díky své fagocytující aktivitě a také fagocytují imunoglobuliny, které se v bazální lamině zachytily. Regulují tok krve díky kontrakčním schopnostem, vylučují biologicky aktivní látky a odpovídají na angiotenzin II, který způsobuje stažení cév.
Filtrační membrána v glomerulu neobklopuje kapiláru po celém povrchu. Proto mohou imunoglobuliny a doplňkové molekuly, které by jinak nebyly schopné překonat filtrační bariéru, vstoupit do mesangiální matrix. Tato bariéra může způsobit hromadění a zachytávání určitých látek, jako jsou například imunoglobulinové komplexy.

## Poškození
V mesangiu mohou být polapeny antigeny imunoglobulinových komplexů, právě kvůli zmíněné filtrační bariéře. Tyto imunoglobuliny navíc mají vazebná místa pro proteiny, které samy o sobě způsobují poničení glomerulu a tak dochází ke zničení mesangiálních buněk, které může vést až k odumření glomerulu.
Další poškození mesangiálních buněk se nazývá akutní glomerulonefritida a je způsobena proliferací těchto buněk poté, co v těle proběhla bakteriální infekce, která způsobila produkci imunitních komplexů, které hned přilákaly monocyty. Tato nemoc je u dětí obvykle vyléčitelná, ale dospělým může způsobovat vážnější problémy.